# Mason Gamble
Mason Wilson Gamble (Chicago, 16 gennaio 1986) è un attore statunitense.

## Biografia
Meglio conosciuto per la sua interpretazione del piccolo protagonista nel film del 1993 Dennis la minaccia, è apparso anche nel film del 1998 Rushmore.
Si è allontanato dal mondo dello spettacolo nel 2008, allorché ha conseguito la laurea in Scienze Ambientali all'Università della California, Los Angeles.

## Filmografia

### Cinema
- Dennis la minaccia (Dennis the Menace), regia di Nick Castle (1993)
- Spia e lascia spiare (Spy Hard), regia di Rick Friedberg (1996)
- Bad Moon - Luna mortale (Bad Moon), regia di Eric Red (1996)
- Just in Time, regia di Tom Rice - cortometraggio (1996)
- Gattaca - La porta dell'universo (Gattaca), regia di Andrew Niccol (1997)
- Rushmore, regia di Wes Anderson (1998)
- Arlington Road - L'inganno (Arlington Road), regia di Mark Pellington (1998)
- The Rising Place, regia di Tom Rice (2001)
- A Gentleman's Game, regia di J. Mills Goodloe (2002)
- Dee Dee, una donna controcorrente (The Trouble with Dee Dee), regia di Mike Meiners (2005)
- Golf in the Kingdom, regia di Susan Streitfeld (2010)

### Televisione
- Ultime dal cielo (Early Edition) – serie TV, 1 episodio (1996)
- E.R. - Medici in prima linea (ER) – serie TV, 1 episodio (1997)
- Con gli occhi del cuore (Anya's Bell), regia di Tom McLoughlin – film TV (1999)
- Kate Brasher – serie TV, 6 episodi (2001)
- Close to Home - Giustizia ad ogni costo (Close to Home) – serie TV, 1 episodio (2005)
- CSI: Miami – serie TV, 1 episodio (2006)

## Doppiatori italiani
Nelle versioni in italiano delle opere in cui ha recitato, Mason Gamble è stato doppiato da:
- Davide Perino in Dennis la minaccia, CSI: Miami
- Ilaria Stagni in Spia e lascia passare
- Fabrizio De Flaviis in Rushmore
- Irene Scalzo in Con gli occhi del cuore
- Luca De Ambrosis in Arlington Road - L'inganno (ridoppiaggio)